# Caril japonês

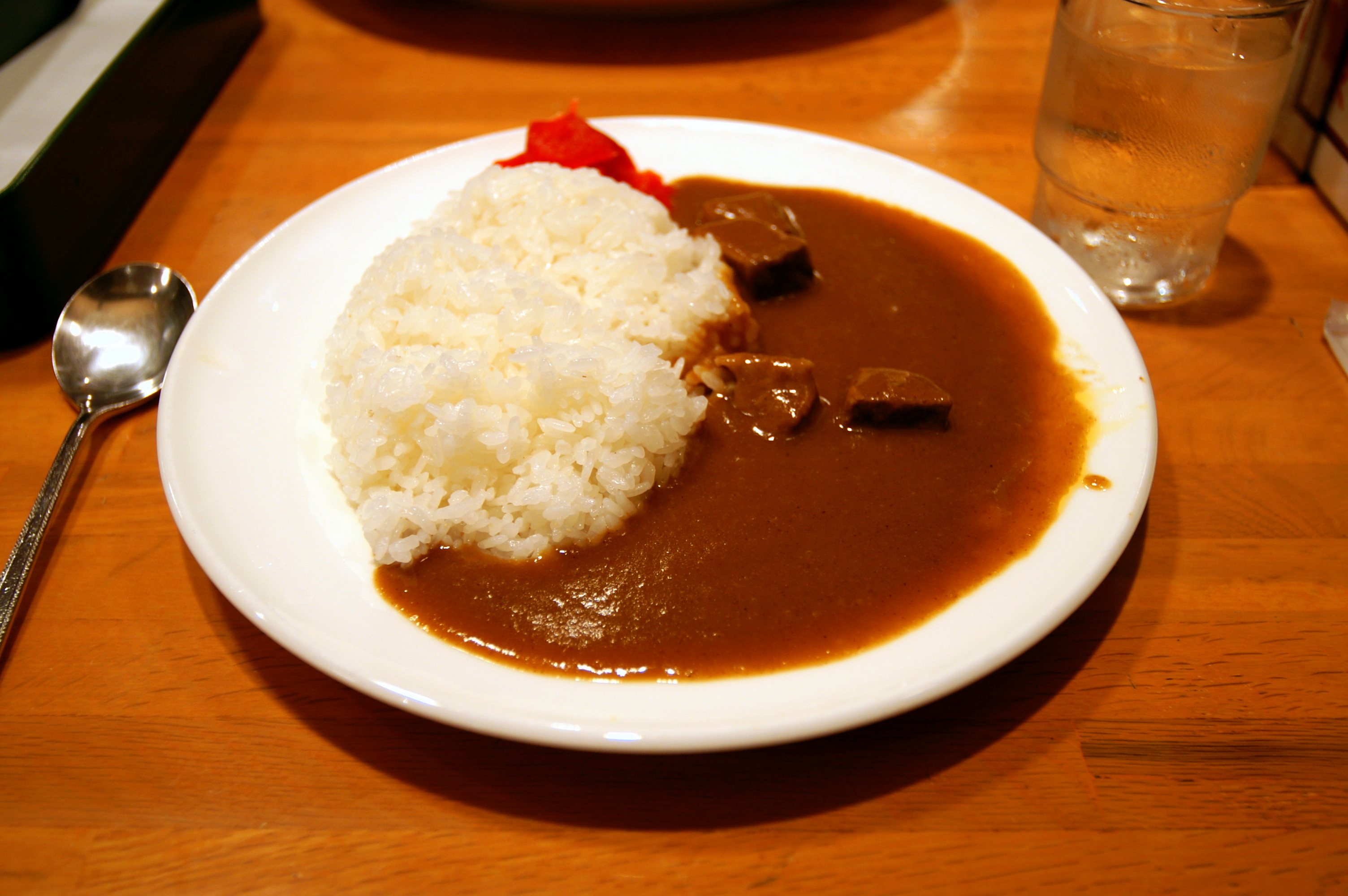
Um prato de caril japonês com arroz.

O caril japonês (em japonês: カレー, transl. karê) é um dos pratos mais populares da culinária japonesa. Geralmente é servido de três maneiras: karē raisu (caril com arroz), karē udon (com macarrão) e karē-pan (pão). É geralmente mais grosso, mais doce e mais suave do que seu equivalente indiano.
Uma grande variedade de vegetais e carnes são usados para fazer o caril japonês. Os vegetais básicos são cebolas , cenouras e batatas. Algumas vezes são adicionados maçãs e mel para uma adocicação.
Para a carne a de porco, de boi e de galinha são as mais populares, em ordem da popularidade. Em Tóquio o caril com carne de porco é o mais popular, enquanto em Osaka o de carne bovina é mais comum. Katsu-karē é a união do tonkatsu com molho caril.
O caril (curry) foi introduzido no Japão na Era Meiji (1869 - 1913), enquanto a Índia  estava sob administração da Companhia Britânica das Índias Orientais. Por isso o caril é classificado no Japão como culinária ocidental e não como culinária oriental.